# Sabin Berthelot
Pour les articles homonymes, voir Berthelot.
Sabin Berthelot (4 avril 1794, Marseille – 10 novembre 1880, Santa Cruz de Tenerife) était un naturaliste et ethnologue français. Il a été résident dans les îles Canaries une partie de sa vie, et coauteur de l’Histoire naturelle des îles Canaries (1835-50) avec Philip Barker Webb.

## Biographie
Berthelot est le fils d'un marchand de Marseille. Il effectue sa scolarité au lycée Thiers. Il rejoint la marine française et a servi comme élève officier pendant les guerres napoléoniennes. Après la guerre, il rejoint la flotte marchande, qui naviguait entre Marseille et les Antilles. Il a tout d'abord visité les îles Canaries en 1820, où il a enseigné dans une école de Tenerife puis il s'occupa de la gestion du jardin du marquis de Villanueva del Prado, annexe du Jardin d'acclimatation de La Orotava.
Berthelot a étudié l'histoire naturelle de l'archipel. Il était accompagné dans cette tâche par Webb en 1828, et en 1830 ils ont recueilli suffisamment de renseignements pour une publication. Ils se sont rendus à Genève, et ont produit le premier volume de l’Histoire naturelle des îles Canaries en 1835. Berthelot concentré sur l'ethnographie, l'histoire et la géographie de ces îles, avec Webb sur l'histoire naturelle. La section ornithologique a été principalement écrite par Alfred Moquin-Tandon.
Berthelot a fondé en 1845 la Société ethnologique. En 1846, il retourne à Tenerife, et en 1848 a été nommé agent consulaire français de l'île, puis promu consul en 1867. Il a pris sa retraite en août 1874, et est mort dans la ville de Santa Cruz de Tenerife en 1880.

## Postérité
Berthelot publia sur les îles : Les Guanches (1841 et 1845), La Conquête des Canaries (1879) et Antiquités canariennes (1879).
Le Pipit de Berthelot (Anthus berthelotii) a été nommé en son honneur par son ami Carl Bolle.
Plusieurs plantes portent son nom, dont Lotus berthelotii Masf. (1881).

## Référence
- (en) Cet article est partiellement ou en totalité issu de l’article de Wikipédia en anglais intitulé « Sabin Berthelot » (voir la liste des auteurs).

1. ↑  Jacques Delmas, Livre d'or. Histoire du lycée de Marseille, Marseille, Imprimerie marseillaise, 1898, p. 111.
2. ↑  « L'annexe du Jardin botanique », sur webtenerifefr.com (consulté le 25 août 2020).